# Xiquets del Serrallo
Els Xiquets del Serrallo són una colla castellera del barri marítim del Serrallo, a Tarragona, fundada l'any 1988.

## Història

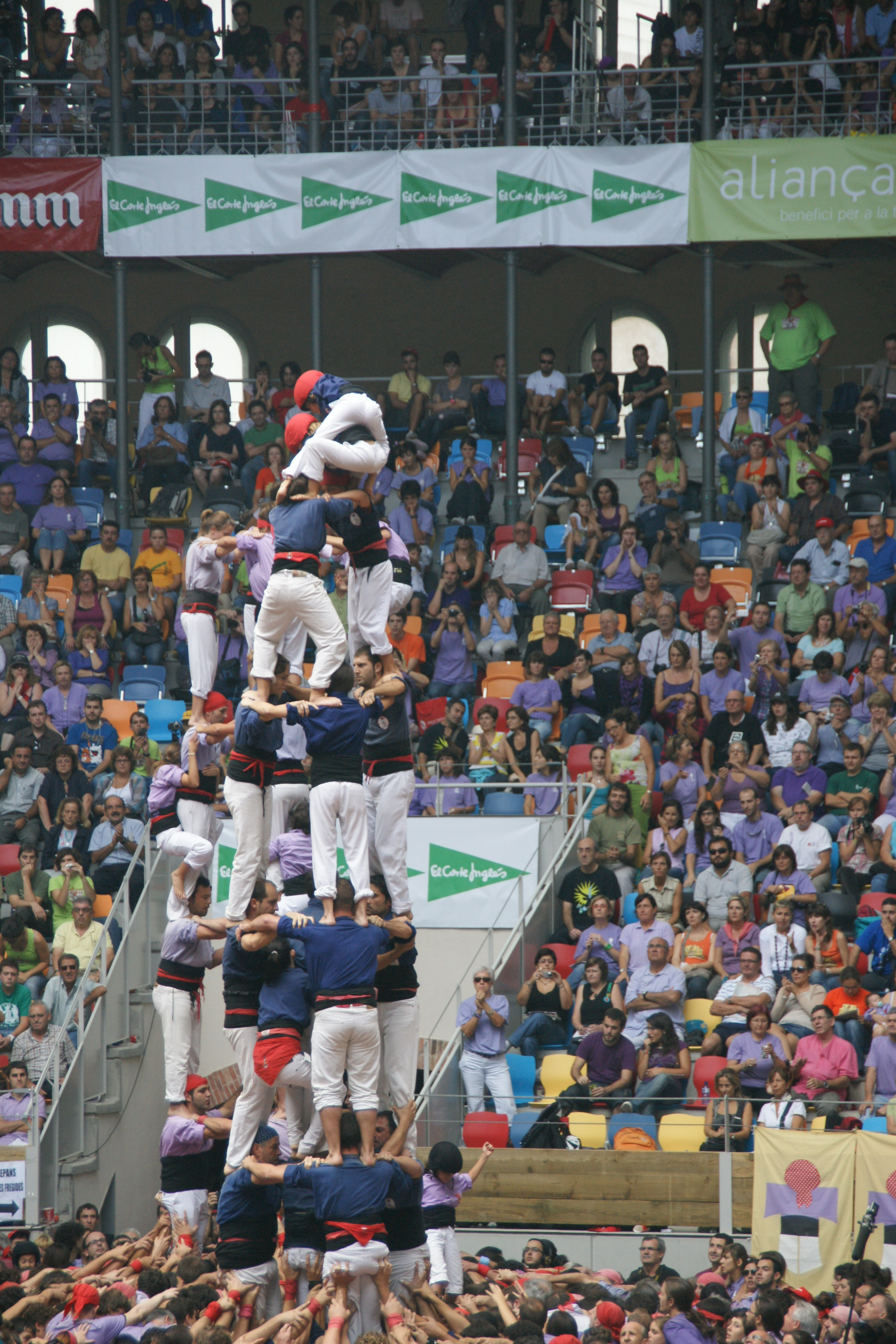
3 de 7 amb l'agulla en una ronda conjunta del XXIII Concurs de castells de Tarragona (2010)

La colla es va fundar el 27 de novembre de 1988, apadrinada per les altres dues colles que en aquell moment hi havia a la ciutat, els Xiquets de Tarragona i la Colla Jove Xiquets de Tarragona. Durant la primera temporada, la de 1989, van descarregar el 4 de 7, el 3 de 7, i el pilar de 5. El 1990 van aconseguir descarregar el 5 de 7 per la diada de Sant Magí.
Després d'uns anys sense completar noves construccions, el 1994 van aconseguir descarregar el primer 4 de 7 amb l'agulla i també van carregar el 2 de 7 al XV Concurs de castells de Tarragona. El 1996 van aconseguir carregar per primera vegada el 4 de 8 per la diada de Sant Magí.
Entre els anys 1998 i 2000, la colla es va mantenir en la gamma de set i mig, amb castells com el 5 de 7, el 3 de 7 aixecat per sota i el 2 de 7 carregat.
El millor castell de la temporada 2001 va ser un 4 de 7 amb l'agulla carregat, i a partir d'aleshores la colla va entrar en uns moments d'hores baixes, amb una línia clarament descendent fins al 2005.
L'any 2005 va semblar l'inici d'una certa recuperació, aconseguint una altra vegada el 4 de 7 amb l'agulla. A la diada de la Mercè de Tarragona de l'any 2006, els Xiquets del Serrallo van aconseguir descarregar el 5 de 7.
El 3 d'octubre del 2010, al XXII Concurs de castells de Tarragona, va carregar i descarregar el primer 3 de 7 amb l'agulla.
El 2013, en la diada del seu 25è aniversari, tornaven a carregar el 4 de 8.
El 2014, al XXV Concurs de castells de Tarragona, carreguen per primera vegada el 9 de 7, i el 2015 descarreguen per primera vegada el 2 de 7. El 2017 estrenen el local actual al Moll de la Costa del Port de Tarragona.
El 2024, al XXIX Concurs de castells de Tarragona, descarreguen per primera vegada el 9 de 7.
Els Xiquets del Serrallo ha participat en disset edicions del Concurs de castells de Tarragona.